# غريغوري بريت
غريغوري بريت (بالروسية: Григорий Альфредович Брейт-Шнайдер) هو فيزيائي أمريكي وبروفيسور في جامعة نيويورك. وبروفيسور في جامعة ويسكونسن-ماديسون (1934 - 1947)، وبروفيسور بجامعة ييل (1947 - 1968)، وبروفيسور في جامعة بافالو (1968 - 1973).